# Tipton Eyeworks
A Tipton Eyeworks egy magyarországi cég, amely az alapító Milaskey Zakariás által tervezett, egyedi kivitelezésű divatszemüvegeiről egyes külföldi országokban is ismert. 

## Története

### Előtörténete
A Tipton Eyeworks története 1998-ra nyúlik vissza, amikor az amerikai magyar designer Milaskey Zakariás Seattle-ben úgy döntött, hogy maga készíti el saját szemüvegkeretét, mivel sehol sem talált az ízlésének megfelelőt. A saját maga készítette szemüvegkerete nagy sikert aratott barátai, rokonai és ismerősei körében, így azok kérésére további szemüvegkereteket készített a saját kezével és a saját ízlése szerint. Nem sokkal az első szemüvegkeretek elkészítése után, Zakariás édesapja "bakelitlemez" gyűjteményére rátalálva úgy gondolta, érdemes lenne megpróbálni, azok felhasználásával szemüvegkeretet készíteni. Ily módon, a halott "bakelitlemezeken" őrzött zene új életre támadhatna a szemüvegkeretekben. Az álmot most is a kivitelezés követte. Milaskey Zakariás ismét nagy szenvedéllyel látott munkához, s nemsokára megszületett első "bakelitlemez" újrafelhasználásával elkészített szemüvegkerete. Az újrahasznosított „retro” "bakelitlemez", mint szemüvegkeret-alapanyag a korábbinál is nagyobb tetszést aratott Zakariás családi, baráti és ismerősi körében. Kérésükre további "bakelit" alapanyagú szemüvegkereteket készített saját kezűleg.

### Cégalapítás Magyarországon
2002-ben Milaskey Zakariás hazatelepült Magyarországra, mivel már gyermekkorát is részben itt töltötte. Kapcsolatba lépett az esztergomi szemüveggyárral, s kezdetét vette az álmai szerinti szemüvegkeretek sorozatgyártása. Zack egész Európát körbeutazva számtalan optikánál házalt sikerrel, egyedi megjelenésű szemüvegkereteivel. Az ekkor kialakított partneri kapcsolatok a következő években csak tovább erősödtek, s a Tipton Eyeworks e kezdeti vásárlói a cég fő megrendelőivé váltak. 2002-ben az esztergomi szemüveggyár sajnálatos módon csődbe ment, így a sorozatgyártás egyelőre leállt. 2004-ben Milaskey Zakariás és testvére Milaskey Zoltán jól megfontolva a lehetőségeiket arra jutottak, hogy a szívügyüknek tekintett egyedi készítésű, stílusú és kialakítású szemüvegek és napszemüvegek álmát akkor lehet legbiztosabban valóra váltani, ha a gyártást saját maguk irányítják. Így tehát elkezdték beszerezni a szemüveggyártáshoz szükséges technológiát, majd 2004-ben megalapították a mára már világszerte híressé vált Tipton Eyeworks céget, s ismételten nekiláttak a szemüveggyártásnak, most már saját irányítással.
A 2005-ben alapított Tipton Eyeworks Kereskedelmi Betéti Társaság (székhelye: 1056 Budapest, Belgrád rakpart 26. I. em. 2.) átalakulással, jogutóddal szűnt meg.

### Pécsett
2006-ban a gyártást áthelyezték Pécsre. Kitűzött céljuknak megfelelően az elmúlt évtizedben terjeszkedtek Európa-szerte, s egyre több országban váltak elérhetővé az optikák kínálatában, mint például Franciaországban, Hollandiában, Ausztriában, Spanyolországban. Jelenleg a gyártás részben Pécsett, részben Budapesten történik. A Tipton Eyeworks változatlanul fontosnak tartja, hogy minden terméke kézzel készüljön, valamint újrahasznosított anyagból. További fontos ars poeticája a cégnek, hogy termékeik gyártását kizárólag itthon, Magyarországon akarják megvalósítani, s minden termékükön fel is tüntetik, hogy „Handmade in Hungary”. A Tipton Eyeworks termékei ma már több, mint 300 prémium optikában megtalálhatók, s a cég óriási hírnévnek örvend. Rengeteg híresség viseli előszeretettel és a márka iránti hűséggel a Tipton Eyeworks Vinylize szemüvegeit. Ilyen hírességek például Elton John, Robbie Williams és barátnője Ayda Field, Mick Fleetwood, Elvis Costello, valamint Dani Alves brazil futballista és Fred Durst, a Limp Bizkit frontembere.

## Márkaépítési stratégiája
A márkaépítés, a köztudatba való pozitív beépülés érdekében a Tipton Eyeworks szemüvegeivel elkezdtek optikai világkiállításokra járni. Így részt vettek a rangos nemzetközi eseménynek számító Silmo optikai világkiállításon,a mely kifejezetten szemüvegkeretek bemutatására és értékesítésére szakosodott. E részvételnek köszönhetően a Tipton márka rögtön ismertté vált felsőbb körökben is. A Tipton cég 2014-ben a Silmo Paris szemüveg világkiállításon bemutatta a „Limited Edition” elnevezésű kollekcióját: a három darabos szett az első, kék kiadású Pink Floyd lemezekből készült szemüvegeket tartalmaz. A Tipton cég 2015-ben  a „Sziget fesztivállal” kötött együttműködési szerződést, hogy a cég és termékei ismertségét egyaránt növelje. Ennek keretében a Tipton néhány kizárólag egy darabos limitált napszemüveg boxot alkotott, melyet a 2015-ös Sziget fesztivál headliner produkciói résztvevőinek arcára tervezett személyre szólóan. A Tipton 2016-ban részt vett a Mido világkiállításon Milánóban. Szintén 2016-ban a Tipton először vett részt a koppenhágai Specs független szemüveg dizájn világkiállításon. A Tipton Eyeworks Facebook oldala segíti a cég kapcsolattartását a szakmai és vásárlóközönséggel. Ezen kívül elérhető a Tipton Eyeworks weboldalán keresztül Vinylize kollekciójának minden darabja, s a Tipton webshopja, melyen keresztül is megvásárolhatók a termékek. A Tipton Eyeworks Budapesten az Irányi utca 20. szám alatt bemutatótermet működtet.

## A Vinylize márkanév
A Tipton Eyeworks az Amerikai Egyesült Államokban a Vinilyize Eyeworks kereskedelmi nevet használja honalapján.A szöveg az alapítót Milaskey Tipton Zachary néven említi. 
A Tipton gyártásában előállított Vinylize márka optikai vonala mintegy negyven szemüveget tartalmaz. A férfi és női modellekből álló kínálat folyamatosan frissül. Az egyszerűbb, hagyományos formák mellett kifejezetten extravagáns darabok is szerepelnek a cég kínálatában. A szemüvegkeretek kezdettől jellegzetesen markánsak és klasszikusan fekete színűek. A szárak az „Executive Line” kollekcióban palládiummal bevont rugós megoldásúak.

## Napszemüvegek
A szemüvegkeretek készítése mellett a Tipton Eyeworks napszemüvegeket is elkezdett készíteni. A napszemüveg kollekció jelenleg huszonöt fazonból áll, s a kínálat e vonalon belül is állandóan frissül.

## Limited Edition
A „Limited Edition” termékek mindössze néhány darabban készülnek, exkluzív módon egy-egy kedvelt előadó lemezét tartalmazó box foglalja magába az abból kivágott anyagból készített napszemüveget. Ilyen előadók például Asaf Avidian, Bob Marley, Domingo, Ellie Goulding, Hollywood Undead, Interpol, Jack White, Kasabian, Kingd os Leon, Limp Bizkit, Madonna, Marina and the Diamonds, Martin Garrix, Mike Oldfield, Robbie Williams, The Prodigy.

## Egyéb termékei
A Tipton Eyeworks a Vinylize szemüvegek és napszemüvegek mellett ma már számos más tárgyat készít "bakelitlemezből". Többek között szemüvegtokokat és napszemüvegtokokat, valamint névjegykártyákat, öveket és egyéb reklámanyagokat, termékpalettájuk pedig folyamatosan frissül.

## A gyártási technológia
A Tipton Eyeworks minden egyes szemüvegkerete egyedileg készül, kézműves termékként. A koncepció kitalálását követően kerül kiválasztásra a dizájn és a felhasználandó anyag. 
- A szemüvegek alapanyagául szolgáló vinyl ("bakelit") lemezeket farostból kivont hipoallergén cellulóz-acetáttal vonják be, hogy a szemüveg- és napszemüvegkeretek egyedülálló ismertetőjegyét alkotó jellegzetessége, a lemezek barázdái ne sérüljenek.
- Ezt követően ezen anyagokat hő, nyomás és ragasztás egyidejű alkalmazásával egyesítik.
- A vinyl anyagból a keret formáját precíziós CNC-gépekkel vágják ki, azonban a szemüveg ergonomikus orr-kialakítása érdekében azokat mindig kézzel faragják végső formára, s így minden felesleges anyagot  eltávolítanak.
- Hogy a keretek simák és fényesek legyenek, a megmunkálást követően 72 órán át fakockákon forgatják azokat.
- Ezután ismét kézi megmunkálás következik: minden alkatrészt elkészítenek, megtisztítanak, szegecselik, vésik és lepecsételik azokat, majd összeállítják a keretet.
- A szemüvegkeret kiemelkedő minőségét számos minőségi ellenőrzés biztosítja.
- Végül az összeállított keretet egyenként,  kézzel polírozzák, ügyelve arra, hogy a lemez barázdái meg ne sérüljenek.

## Díjai, elismerései
- A’ Design Award (2015),
- Red Dot (2016),
- Design Management-díj (2018)
- Magyar Formatervezési Díj  (2019) a NVSBLE-kollekcióért